# Kakinada
Kakinada (en Télougou : కాకినాడ) est une ville d'Inde de 376 861 habitants située au bord du golfe du Bengale, dans l'état d'Andhra Pradesh.
Depuis l'implantation d'un centre Software Technology Parks of India en 2007, la ville attire de nombreuses entreprises d'informatique, notamment en raison de la main d'œuvre éduquée.